# 수사티
수사티(아프리칸스어: sosatie)는 남아프리카 공화국의 꼬치구이 요리이다. 양고기나 돼지고기, 닭고기 등을 꼬챙이에 꿰어 굽는다. 양파, 고추, 마늘, 커리나무 잎 등 향신채와 타마린드 등으로 양념한 고기를 브라이식으로 그릴에 굽거나 프라이팬에 굽는다.

## 이름
아프리칸스어 "수사티(sosatie)"의 어원은 꼬치구이를 뜻하는 말레이어 "사테(sate)"이며, 같은 뜻의 네덜란드어 "세사테(sesaté)"를 거쳐 들어왔을 가능성이 있다.

## 사진

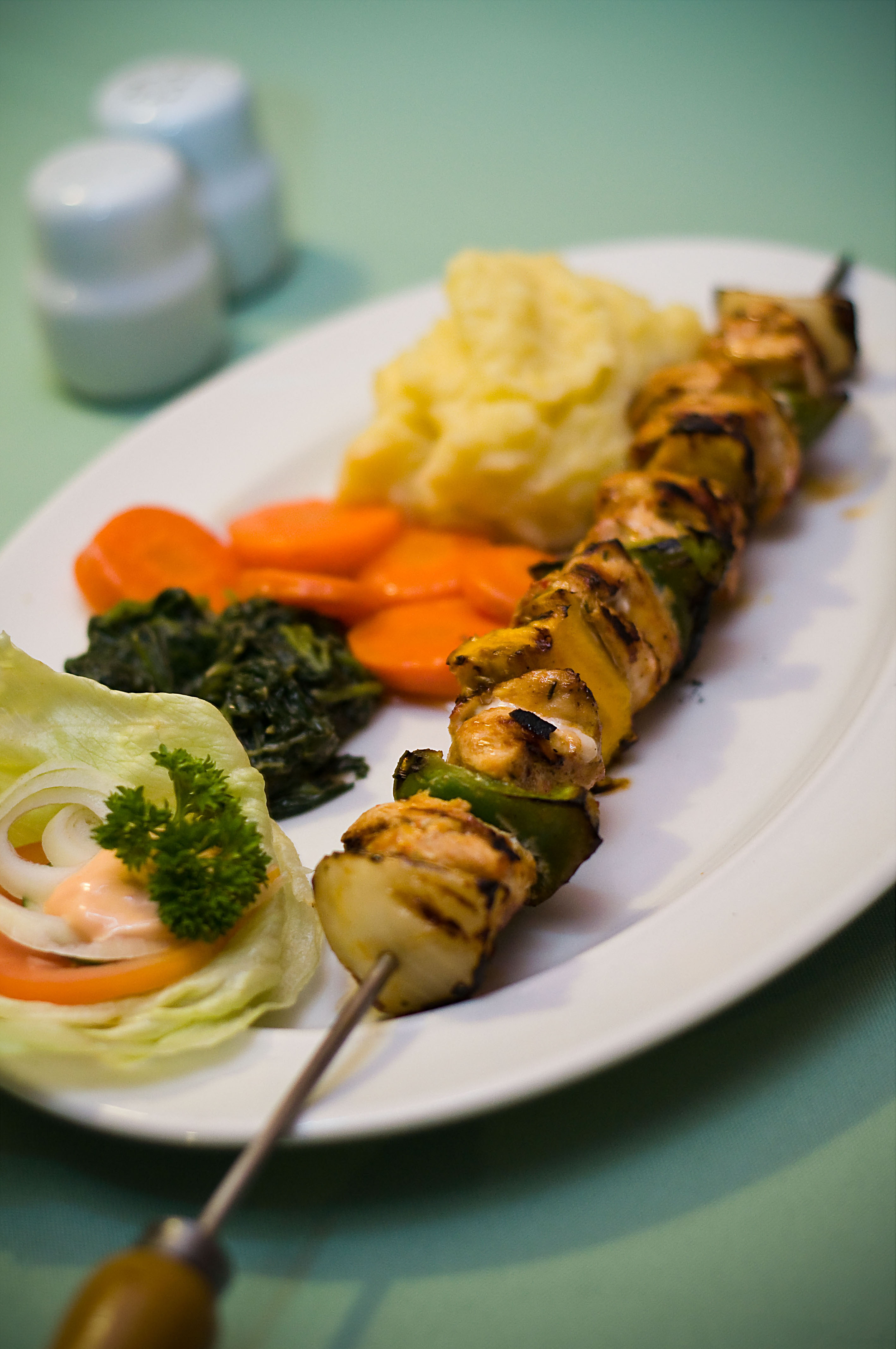
닭고기 수사티